# KV10
KV10, acrònim de l'anglès King's Valley, és una tomba egípcia de l'anomenada Vall dels Reis, situada a la riba oest del riu Nil, a l'altura de la moderna ciutat de Luxor. El sepulcre fou usat pel faraó Amenmesse de la dinastia XIX

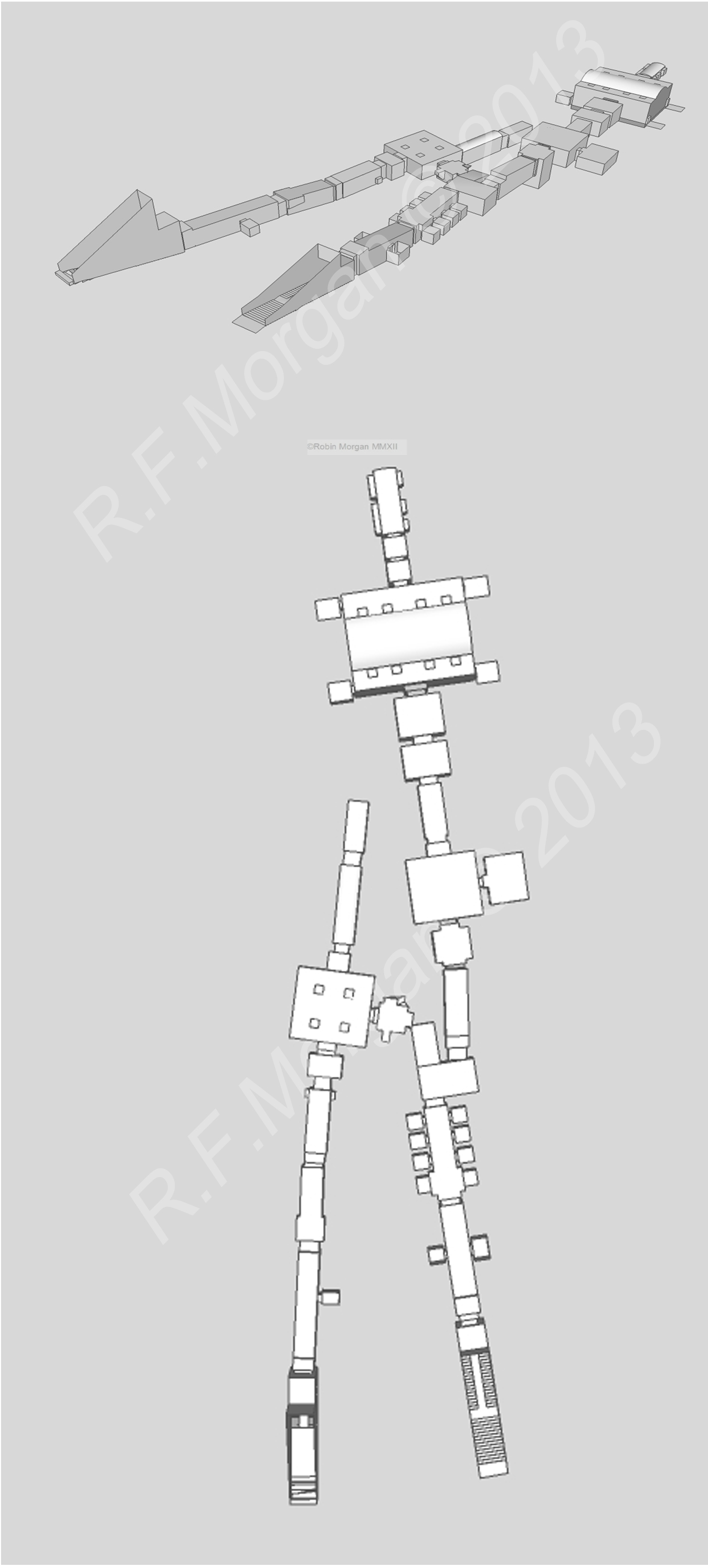
Vista isomètrica, planta i alçat de la KV10 i KV11 a partir d'un model 3D

## Marc històric
Amb la mort del faraó Merenptah l'any 1212 aC aproximadament comença el declivi de la dinastia XIX i una etapa caòtica i poc coneguda de la història egípcia que es prolongarà fins al regnat de Ramsès III. Pel que sembla, el successor legítim del mort era el seu fill Seti II però per causes encara desconegudes el tron va ser ocupat per Menmira-Setepenra Amenmeses-Heqauaset, un membre de la família reial que potser fos fins i tot fill del destronat Seti II.
La usurpació d'Amenmeses no sembla haver estat total, i potser es reduís només a l'àrea tebana ia Núbia. Això indicaria que el presumpte cop d'estat va estar orquestrat des d'un principi pel clergat tebà-ja en aquells dies molt poderós-i fins i tot pel virrey de Nubia. No hi ha ni una sola prova que documenti la presència a Pi-Ramsès o en el Baix Egipte, el que podria indicar que allí va estar governant Seti II. La situació interna va haver de ser desastrosa, amb el país dividit en dos i amb bandes de lladres i de pirates al llarg de tot el Nil A això se li afegiria la pobresa cada vegada major de la població i la manca d'interès que despertava el succés a la classe dominant.
No obstant això, l'experiència tebana d'Amenmeses va ser molt curta, ja que el seu regnat es redueix a gairebé quatre anys després dels quals assumeix el control total Seti II. Què va causar la mort, o almenys el destronament del faraó? Potser les intrigues orquestrades per Seti II i la seva camarilla fossin la causa, o potser es degués a una mort natural, o simplement perdre el suport dels sacerdots i va ser degudament eliminat per ells. El clima estava tornant tan corrupte que no pot descartar cap possibilitat.
L'efímer regnat d'Amenmeses tot just va deixar empremta a Egipte, i la seva curta durada es reflecteix en la seva inacabada tomba, lloc que segurament ni tan sols va arribar a utilitzar. El poder tornaria a estar controlat totalment per un únic faraó a Pi-Ramsès i l'autonomia dels sacerdots i de la noblesa local seguiria en augment davant la impassibilitat dels nous reis.

## Situació
La tomba KV10 es troba gairebé al centre geogràfic de la Vall dels Reis, i en un lloc d'elevació relativament escassa que ha estat la principal causa que el lloc patís nombroses i violentes inundacions al llarg de la seva història. Situada entre les entrades de KV16 i KV11 al sortir-ne ens trobem a la nostra esquerra KV9 i KV62, la tomba de Tutankamon.
La tomba número 10 de la Vall és un sepulcre inacabat, però que seguia el mateix programa de construcció i decoració que l'utilitzat per Merenptah i continuat per tots els seus successors. Així, no és estrany veure els omnipresents corredors d'entrada (A) i passadissos descendents (B, C i D) per arribar a una petita sala (I), coneguda com a "sala del pou" tot i que ja era costum en les sepultures reals ometre la construcció d'aquesta estructura. El pou funerari de les tombes de Merenptah, Amenmeses i la resta de monarques de l'Imperi Nou seria una realitat metafòrica.
Després, ens trobem amb la tradicional sala de pilars F (quatre en aquest cas), que té un petit i irregular annex a la banda esquerra, la sala Fa, el sostre es va ensorrar a entrar-hi els constructors que excavaven la futura tomba KV11. Aquest enorme error arquitectònic és únic en tota la Vall, i s'ha d'atribuir a una manca dels plans o simplement a la ineptitud dels obrers de Deir el-Medina durant el regnat de Setnakht. Seguidament de la sala de pilars, l'usual seria veure dos corredors més, l'avantcambra i la cripta pròpiament dita, però la sobtada i primerenca mort d'Amenmeses va provocar que el projecte quedés a mitges i s'hagués d'improvisar com càmera sepulcral el segon dels dos passadissos descendents (G i H).

## Decoració
De totes les tombes reials de la Vall dels Reis, probablement és KV10 la que més ha patit pel pas del temps i la que pitjor conservada estigui. Quan el sepulcre va tornar a ser obert i utilitzat per al descans etern de dues reines poc conegudes, però probablement emparentades amb Ramsès IX, anomenades Takhat i Baketuernel, gairebé tota la decoració de temps de Amenmeses va ser minuciosament esborrada, i en alguns llocs substituïda per escenes en què apareixien aquestes dues dones.
A aquesta pèrdua de memòria s'afegeix el fet que les inundacions s'han acarnissat amb aquest lloc, i encara que els relleus de Tajat i Baktwerel no han estat martellejats com els protagonitzats per Amenmeses, sí que s'ha perdut la major part de les pintures i només queden algunes imatges parcials en mal estat. Sobre la reutilització de la tomba d'Amenmeses i el parador de tots aquests personatges, es parlarà més tard.
* Les pintures dels tres primers passadissos (B, C i D) només cal comentar que estava completament dedicada a Amenmeses i que ara només queden les siluetes esborrades des de fa tants segles. Es pot endevinar entre tanta desolació la figura del rei davant Ra-Horajti a B i davant Hathor en C, així com part de la Lletania de Ra a B i en C, i les hores quarta i cinquena del Llibre de l'Amduat a la cambra D. Els cartutxos d'Amenmeses també han estat esborrats, i encara es poden veure les figures de voltors volant en els sostres i del disc solar alat i els epítets del difunt rei en les entrades de cada corredor. Un petit nínxol existent a la banda esquerra de B (de funció desconeguda, i anomenat segons el codi establert, Ba) no té decoració.
* L'habitació del "pou funerari" està dedicada a la reina Tajat, que apareix fent ofrenes a diferents déus. Les pintures han patit els efectes de les inundacions, però tot i així s'hi pot identificar Osiris, Isis, Horus i els seus quatre fills, Atum i Anubis.
* L'últim lloc decorat de la tomba és la sala de pilars, F (ni el derruït annex Fa ni els dos últims passadissos, G i H han estat pintats, ni tan sols enguixats) en què l'encarregada de suplantar Amenmeses i és l'altra reina, Baktwerel, fent representar al costat d'Osiris, Anubis, els quatre fills d'Horus, Serket i altres divinitats la identitat han esborrat les inundacions. També hi ha fragments del Llibre dels Morts i del Llibre de les Portes.
* Com en totes les tombes obertes des de l'antiguitat, a la KV10 s'hi han trobat diversos tipus de grafits, encara que en molt menor nombre que en altres sepulcres. A més, estan tots distribuïts per l'entrada i els primers corredors, el que podria indicar que la resta de la tomba restà tancada. Els idiomes són grec en la seva gran majoria, i alguns més moderns en llengües europees i fins i tot aràbigues.